# Birinus
Birinus é um gênero de mariposa pertencente à família Crambidae.